# Amand Ancion
Amand Ancion (Namen, 21 september 1958) is een Belgisch gewezen voetbalscheidsrechter en politicus.

## Carrière
Amand Ancion, een rijkswachter en politieofficier van beroep, was in de jaren tachtig en negentig een veelbesproken scheidsrechter op de Belgisch voetbalvelden. De vaak gecontesteerde scheidsrechter was midden jaren 90 nochtans de nummer 1 van België en floot tot eind jaren 90 regelmatig internationale wedstrijden. Zo leidde hij in 1998 de bekerfinale tussen Racing Genk en Club Brugge.
Op 7 augustus 1999 vond de wedstrijd plaats die alles deed kantelen. Het was het openingsweekend van het seizoen 1999/00: regerend kampioen Genk nam het op tegen KVC Westerlo. In het sportieve duel tussen Genk en Westerlo deelde Ancion vijf strafschoppen, twaalf gele kaarten en vier rode kaarten uit. De wedstrijd die het dieptepunt uit Ancions carrière betekende, eindigde op 6-6. Het was niet de enige besproken wedstrijd uit zijn carrière. Op 24 november 1998 leidde hij de Franse topper tussen AS Monaco en Olympique Marseille. Tot grote ergernis van de UEFA deelde hij in dat duel tien gele en twee rode kaarten uit.
Na de wedstrijd Genk-Westerlo werd Ancion voor enkele maanden naar de lagere afdelingen verwezen. Hij kreeg in de periode ook psychologische hulp. In oktober 1999 maakte hij zijn wederoptreden op het hoogste niveau. In de rangschikking van de Belgische scheidsrechters was hij inmiddels van de eerste naar de zesde plaats gezakt. Op 4 maart 2000 floot Ancion een competitiewedstrijd tussen Excelsior Moeskroen en Sporting Charleroi. Hij keurde toen een geldig doelpunt van Moeskroen af wegens buitenspel. Ancion, die na het duel weer hevig onder vuur kwam te liggen, stuurde nadien zijn ontslagbrief naar scheidsrechtersbaas Jean-Claude Jourquin. Ancion floot uiteindelijk nog tot 2004.
Op 8 oktober 2002 verscheen er in het weekblad HUMO een interview met Ancion, waarin hij toegaf al van kindsbeen een supporter van RSC Anderlecht te zijn. De controversiële uitspraak zorgde er niet alleen voor dat hij geen wedstrijden van Anderlecht meer mocht leiden, ook bij vier andere clubs was hij daardoor niet meer welkom. Ancion mocht ook een tijdje geen wedstrijden van Moeskroen fluiten omdat de voorzitter van de club, Jean-Pierre Detremmerie, net als hij lid was van het cdH.
Ancion stond in 2003 op de tiende plaats van de Senaatslijst van het centre démocrate humaniste (cdH).